# 显脉尖嘴蕨
显脉尖嘴蕨（学名：Belvisia annamensis），为水龙骨科尖嘴蕨属下的一个植物种。